# Carla Vistarini
Carla Vistarini (Roma, 8 luglio 1948) è una paroliera, sceneggiatrice e scrittrice italiana.
Tra i suoi numerosi successi, La nevicata del '56, per Mia Martini, La voglia di sognare, per Ornella Vanoni, Buonanotte Buonanotte, per Mina, Mondo per Riccardo Fogli.
Premio David di Donatello 1995 per il film Nemici d'Infanzia, come autrice ha partecipato a cinque edizioni del Festival di Sanremo (1974, 1990, 1992, 1997, 1998), di cui è stata anche Commissario Artistico, nel 1997, prima donna nell'intera Storia del Festival a ricoprire tale carica.

## Biografia
Il padre, Franco Silva, è stato attore tra i "belli" degli anni cinquanta, la sorella Patrizia, a tutti nota come Mita Medici, uno dei simboli dei teen-agers anni settanta, è attrice. Fin da ragazzina si accosta alla musica, studia pianoforte e solfeggio, per appassionarsi poi alla musica contemporanea. Mentre frequenta ancora le scuole superiori è nel gruppo dei "piperini", ragazzi adolescenti di fine anni sessanta (tra loro: Renato Zero, Patty Pravo, Loredana Bertè) che al Piper Club di Roma vanno soprattutto per ascoltare un tipo di musica quasi introvabile altrove: il rock, il beat e il blues. Qui incontra Luigi Lopez, studente anche lui e raffinato musicista, che, come chitarrista, ha già una sua notevole popolarità tra le giovani band romane. Con gli stessi adolescenti, più altri come Dario Salvatori, Roberto D'Agostino, Paolo Zaccagnini, si ritrova a fare da "pubblico" nello Studio Rai di via Asiago dove va in onda il programma Bandiera gialla di Arbore e Boncompagni.
Si avvicina così a quel mondo discografico e radiofonico dove la musica è, oltre che una passione, anche una professione. Dopo la maturità si iscrive all'università, ma inizia contemporaneamente a scrivere canzoni con Luigi Lopez, con il quale crea un sodalizio artistico che poi siglerà alcuni tra i maggiori successi discografici degli anni settanta e ottanta. Agli inizi degli anni Settanta, con Lopez e altri giovani musicisti (tra cui Francesco De Gregori, Antonello Venditti, Rino Gaetano, Aldo Donati) frequenta il "Cenacolo", mitico luogo di incontro, discussione e lavoro creato dalla casa discografica RCA Italiana e attorno al quale si raccolgono i ragazzi che all'epoca fanno musica a Roma. Il primo singolo siglato Vistarini-Lopez, un 45 giri per la RCA, viene inciso nel 1970, è un pezzo cantato dagli Showmen, intitolato Mi sei entrata nel cuore, che scala rapidamente le classifiche di vendita. 
È l'inizio di una serie di successi che porterà il duo di autori a collaborare con i maggiori interpreti italiani e internazionali, fra cui Mina, Ornella Vanoni, Mia Martini, Caterina Caselli, Riccardo Fogli, Sylvie Vartan, Peppino di Capri.
Nel 1972 esce il singolo per Amedeo Minghi Denise/T'amerei e per Caterina Caselli Ci sei tu; nel 1973 con Complici per Riccardo Fogli, partecipano per la prima volta al Festival di Sanremo. Nello stesso anno Carla scrive per Amedeo Minghi Candida Sidelia e Fratello in civiltà, che era stato preceduto nel 1971 da Denise. Nel 1974 con La voglia di sognare per Ornella Vanoni, Vistarini-Lopez vincono il Premio della Critica Discografica, sempre nel 1974 entrano in classifica anche "Se mi vuoi" per Tony Cicco (noto all'epoca come Cico), Addormentata per i Panda e Sylvie Vartan incide la versione italiana di "Bad, bad Leroy Brown" di Jim Croce, nel 1974 Vistarini e Lopez scrivono Nella testa di Nina per la Schola Cantorum. Raffaella Carrà incide Quando dico di no, scritta da Vistarini con Tony Cicco, come E mia madre (Vistarini-Cicco), sempre per la Carrà.
Nel 1974 Vistarini inizia a scrivere programmi televisivi, esordendo con Quindici minuti con..., piccoli "medaglioni" monografici di un quarto d'ora prodotti dalla Rai e dedicati a cantanti come Wess e Dori Ghezzi, i Pooh, Giovanna, Nicola di Bari e altri.Il regista di queste monografie è Enzo Trapani; poi lo special Una Ragazza per RaiUno, con Mita Medici.
Del 1975 è Questo amore sbagliato per Patty Pravo, per cui scrive anche Eppure è amore, poi Piru pirulì (Noi no), sigla di testa di "Di nuovo tante scuse (Noi no)" per Sandra Mondaini e Raimondo Vianello, e Coriandoli su di noi cantata dai Ricchi e Poveri, sigla di coda della stessa trasmissione; scrive poi Un piccolo ricordo per Peppino Di Capri e E la notte è qui per Iva Zanicchi. In questo anno scrive la sceneggiatura del film Rai Un po' del nostro tempo migliore per i Pooh.
Nel 1976 esce Mondo per Riccardo Fogli, che vince il Disco Verde; "La mia Bohème" per Massimo Ranieri; Le cicale per Patty Pravo; E mia madre per Raffaella Carrà; Piccola Anima per Alice.
Nel 1977 Voglia di morire ancora per i Panda; Compagni di viaggio per Gilda Giuliani; ancora per I Panda scrive Dimenticare, su musica di Vangelis; per Claudia Mori scrive Questo è lui; quindi Ritratto di donna per Mia Martini, che partecipa al World Popular Song Festival di Tokyo, vincendolo.
Sempre nel 1977 Carla Vistarini è tra i fondatori del supergruppo dei Fantasy insieme a Riccardo Fogli, Viola Valentino, Giancarlo Lucariello, Danilo Vaona, Luigi Lopez e Tony Cicco. L'esperienza dei Fantasy sfocia nell'album omonimo, i cui brani sono tutti scritti dai componenti del gruppo e il cui singolo di punta è Cantando. Il pezzo è programmatissimo dalle radio, sia in Italia che all'estero col titolo di Surrender, ma il gruppo si scioglie per i diversi impegni artistici dei componenti. La voce guida del singolo di punta è proprio di Carla Vistarini. In quegli stessi anni Carla riprende a scrivere programmi per la Rai, e dirada gradualmente l'attività musicale, continuando però a realizzare altri successi discografici.
Nel 1978 scrive Un'isola per Alice Visconti. Nel 1981 Buonanotte Buonanotte per Mina, poi le sigle di cartoni animati giapponesi Pinocchio perché no?, La fantastica Mimì e Cybernella. Nel 1990 esce La nevicata del '56, proposta in origine a Gabriella Ferri, poi incisa da Mia Martini e proposta al Festival di Sanremo dove vince il Premio della Critica.
Ritrova Enzo Trapani alla regia di due varietà televisivi Rai di cui è autrice: Stryx nel 1978, che vince il Premio Internazionale Rosa d'Argento al Festival della Televisione di Montreux e Dueditutto nel 1982. Nel 1981 Vistarini inizia a scrivere anche per il teatro, adattando le 20 canzoni della commedia con musiche di Neil Simon Stanno suonando la nostra canzone interpretata da Gigi Proietti e Loretta Goggi. Nel 1984 adatta i brani del Musical "Barnum" con Massimo Ranieri e Ottavia Piccolo. Scrive programmi di varietà ed intrattenimento, tra i quali Io a modo mio con Gigi Proietti, Sotto le stelle e Night & Day. Nel 1988 vince il Premio IDI Istituto del Dramma Italiano con la commedia originale Ugo, portata in scena da Alessandro Haber e poi da Michele Laginestra, Biagio Izzo, Gianni Ciardo e messa in scena in Germania, Argentina, Grecia, Uruguay, Repubblica Ceca, Francia, Slovenia ed altri paesi.
Suoi sono i copioni di Ieri, Goggi e domani, Via Teulada 66 e Canzonissime ancora con Loretta Goggi nel 1989. Autrice di Jeans e Jeans 2 con Fabio Fazio, nel 1990 è l'ideatrice e autrice di Banane programma dell'allora Telemontecarlo. Autrice dell'Eurofestival nel 1991 e coautore di Crème Caramel con Castellacci e Pingitore. Con questo duo continuerà a collaborare successivamente in varietà come Saluti e Baci, Bucce di banana e Champagne e film come Ladri si nasce.
Nel 1994 scrive la versione italiana delle canzoni di Jack Skeleton, protagonista del film di animazione Nightmare Before Christmas, cantate da Renato Zero, tra cui Cos'è?, Re Del Blu, Re Del Mai, L'Ossessione Di Jack.
Nel 1994 cura il Pavarotti & Friends ed instaura un rapporto artistico con Luciano Pavarotti, tanto da realizzare numerose edizioni successive dello spettacolo, una delle quali con la regia di Spike Lee, ed un Tre tenori.
Nel 1995 vince il Premio David di Donatello per la Migliore Sceneggiatura per il Film Nemici d'Infanzia, regia di Gigi Magni.
Nel 1997 debutta Cibo commedia teatrale con Saviana Scalfi, Chiara Noschese e Paola Tedesco. Nel 1997 Carla Vistarini è anche commissario artistico del Festival di Sanremo, insieme a Pino Donaggio e Giorgio Moroder. Di quel Festival, presentato da Mike Bongiorno, Piero Chiambretti e Valeria Marini, è anche autore. Nel 1998 è autore del XLVIII Festival di Sanremo, insieme a Sergio Bardotti. Nel 1999 chiamata a Rai 2 da Carlo Freccero scrive Fenomeni con Piero Chiambretti.
Nel 2001 è autrice per Canale 5 di Saloon, nel 2002 Marameo e su Rai 1 di Sì, sì, è proprio lui!. Nel 2003 Miconsenta, nel 2004 Barbecue, nel 2005 Telefaidate, nel 2006 Torte in faccia, nel 2007 E io...pago. Nel 2008, Gabbia di matti. Sempre nel 2003 è stata eletta nell'Assemblea degli Associati SIAE, a cui è iscritta dal 1970 e socia dal 1976. Insegna alla Scuola di scrittura televisiva di RTI & La Sapienza. E anche membro per tre anni del CIADVL, organo della CISAC, Confédération Internationale des Sociétés d´Auteurs et Compositeurs.
Nel 2013 pubblica Città sporca, romanzo thriller edito da Gems. A settembre 2014 pubblica Se ho paura prendimi per mano, romanzo edito da Corbaccio. A febbraio 2015 Se ho paura prendimi per mano arriva al 1º posto della Classifica di vendita Amazon Kindle e al 2º della Classifica IBS ebook. Nel 2018 esce il romanzo sequel Se ricordi il mio nome. Collabora con Dagospia.

## Canzoni scritte da Carla Vistarini[5]
| Anno | Titolo                                                           | Autore del testo                                     | Autore della musica                                                  | Interprete                                        |
| ---- | ---------------------------------------------------------------- | ---------------------------------------------------- | -------------------------------------------------------------------- | ------------------------------------------------- |
| 1970 | Mi sei entrata nel cuore                                         | Carla Vistarini                                      | Luigi Lopez                                                          | The Showmen                                       |
| 1971 | Denise                                                           | Carla Vistarini                                      | Amedeo Minghi                                                        | Amedeo Minghi                                     |
| 1971 | Una storia come tante                                            | Carla Vistarini                                      | Luigi Lopez, Edoardo Vianello                                        | Mita Medici                                       |
| 1972 | Ci sei tu                                                        | Carla Vistarini                                      | Luigi Lopez                                                          | Caterina Caselli                                  |
| 1973 | Oh Mary                                                          | Carla Vistarini, Gordon Faggeter, Paolo Dossena      | Luigi Lopez                                                          | Riccardo Fogli                                    |
| 1973 | Fratello in civiltà                                              | Carla Vistarini                                      | Amedeo Minghi                                                        | Amedeo Minghi                                     |
| 1973 | Quei giorni                                                      | Carla Vistarini                                      | Luigi Lopez                                                          | Mita Medici                                       |
| 1974 | Addormentata                                                     | Carla Vistarini                                      | Luigi Lopez, Giancarlo Leone                                         | I Panda                                           |
| 1974 | Mai                                                              | Carla Vistarini, Depsa                               | Tony Cicco                                                           | Peppino di Capri                                  |
| 1974 | Complici                                                         | Carla Vistarini                                      | Luigi Lopez                                                          | Riccardo Fogli                                    |
| 1974 | L'Artista                                                        | Carla Vistarini                                      | Luigi Lopez, Pietro Aloise                                           | Nicola di Bari                                    |
| 1974 | Nella testa di Nina                                              | Carla Vistarini                                      | Luigi Lopez                                                          | Schola Cantorum                                   |
| 1974 | E la notte è qui                                                 | Carla Vistarini, Italo Terzoli, Enrico Vaime         | Pino Calvi                                                           | Iva Zanicchi                                      |
| 1974 | Se mi vuoi                                                       | Carla Vistarini                                      | Tony Cicco                                                           | Cico                                              |
| 1974 | La voglia di sognare                                             | Carla Vistarini                                      | Luigi Lopez                                                          | Ornella Vanoni                                    |
| 1974 | Quando dico di no                                                | Carla Vistarini                                      | Tony Cicco                                                           | Raffaella Carrà                                   |
| 1974 | La prima volta insieme                                           | Carla Vistarini, Frank F. Robinson                   | Frank F. Robinson                                                    | Massimo Ranieri                                   |
| 1974 | Questo è lei                                                     | Carla Vistarini                                      | Luigi Lopez, D. B. Besquet                                           | Sergio Leonardi                                   |
| 1974 | Il dubbio                                                        | Carla Vistarini                                      | Luigi Lopez, Giancarlo Leone                                         | Mita Medici                                       |
| 1975 | Aladino                                                          | Carla Vistarini                                      | Marty Wilde, Peter Shelley                                           | Sylvie Vartan                                     |
| 1975 | E mia madre                                                      | Carla Vistarini                                      | Tony Cicco                                                           | Cico                                              |
| 1975 | Amanti mai                                                       | Carla Vistarini                                      | Giancarlo Leone, Luigi Lopez                                         | I Panda                                           |
| 1975 | Questo amore sbagliato                                           | Carla Vistarini                                      | Luigi Lopez                                                          | Patty Pravo                                       |
| 1975 | Coriandoli su di noi                                             | Carla Vistarini, Italo Terzoli, Enrico Vaime         | Marcello De Martino                                                  | Ricchi e Poveri                                   |
| 1975 | Loretta con la 'O'                                               | Carla Vistarini, Fred Ebb                            | John Kander                                                          | Loretta Goggi                                     |
| 1975 | Guarda                                                           | Carla Vistarini                                      | Roberto Conrado                                                      | I Vianella                                        |
| 1975 | Un piccolo ricordo                                               | Carla Vistarini                                      | Luigi Lopez                                                          | Peppino di Capri                                  |
| 1975 | Pirupirulì, Noi no                                               | Carla Vistarini, Italo Terzoli, Enrio Vaime          | Marcello De Martino                                                  | Sandra Mondaini, Raimondo Vianello                |
| 1975 | Blue                                                             | Carla Vistarini                                      | Bobby Solo                                                           | Bobby Solo                                        |
| 1976 | Mondo                                                            | Carla Vistarini                                      | Luigi Lopez                                                          | Riccardo Fogli                                    |
| 1976 | Le cicale                                                        | Carla Vistarini                                      | Luigi Lopez                                                          | Patty Pravo                                       |
| 1976 | E mia Madre                                                      | Carla Vistarini                                      | Tony Cicco                                                           | Raffaella Carrà                                   |
| 1976 | La mia Bohème                                                    | Carla Vistarini                                      | Enrico Polito                                                        | Massimo Ranieri                                   |
| 1976 | La gente dice                                                    | Carla Vistarini                                      | Tony Cicco                                                           | Cico                                              |
| 1976 | Eppure è amore                                                   | Carla Vistarini                                      | Riccardo Del Turco, Rodolfo Bianchi                                  | Patty Pravo                                       |
| 1976 | Ti voglio dire                                                   | Carla Vistarini                                      | Luigi Lopez                                                          | Riccardo Fogli                                    |
| 1976 | Anvedi chi c'è                                                   | Carla Vistarini                                      | Roberto Conrado                                                      | I Vianella                                        |
| 1976 | Piccola anima                                                    | Carla Vistarini                                      | Luigi Lopez                                                          | Alice                                             |
| 1977 | Cantando                                                         | Carla Vistarini                                      | Luigi Lopez, Tony Cicco, Danilo Vaona                                | I Fantasy                                         |
| 1978 | Mama don't cry                                                   | Carla Vistarini                                      | Luigi Lopez, Tony Cicco, Danilo Vaona                                | I Fantasy                                         |
| 1977 | Voglia di morire                                                 | Carla Vistarini                                      | Luigi Lopez, Pietro Aloise                                           | I Panda                                           |
| 1977 | Compagni di viaggio                                              | Carla Vistarini, Paolo Dossena                       | Luigi Lopez                                                          | Gilda Giuliani                                    |
| 1977 | Sognare è vita                                                   | Carla Vistarini                                      | Luigi Lopez                                                          | Mia Martini                                       |
| 1977 | Piccoli amori                                                    | Carla Vistarini                                      | Luigi Lopez                                                          | Mara Cubeddu                                      |
| 1977 | Notturno                                                         | Carla Vistarini                                      | Pëtr Il'ič Čajkovskij                                                | I Panda                                           |
| 1977 | Ritratto di donna                                                | Carla Vistarini                                      | Fabio Massimo Cantini, Luigi Lopez                                   | Mia Martini                                       |
| 1977 | Dimenticare                                                      | Carla Vistarini                                      | Vangelis Papathanassiou                                              | I Panda                                           |
| 1977 | Un'isola                                                         | Carla Vistarini                                      | Luigi Lopez                                                          | Alice                                             |
| 1977 | Stella                                                           | Carla Vistarini                                      | Luigi Lopez                                                          | Riccardo Fogli                                    |
| 1977 | Questo è lui                                                     | Carla Vistarini                                      | Luigi Lopez, D. B. Besquet                                           | Claudia Mori                                      |
| 1977 | Ricordati                                                        | Carla Vistarini                                      | Luigi Lopez                                                          | Riccardo Fogli                                    |
| 1977 | Seta trasparente                                                 | Carla Vistarini                                      | Claudio Mattone                                                      | Gianni Nazzaro                                    |
| 1977 | Carta geografica                                                 | Carla Vistarini                                      | Tony Cicco                                                           | Cico                                              |
| 1977 | Stelle e uva spina                                               | Carla Vistarini                                      | Manuel De Sica                                                       | Manuel De Sica                                    |
| 1977 | Uomini                                                           | Carla Vistarini                                      | Tony Cripezzi                                                        | Camaleonti                                        |
| 1977 | Vorrei esser te per un po'                                       | Carla Vistarini, Al Kasha                            | Joel Hirschorn                                                       | Daniela Goggi                                     |
| 1978 | Ti voglio dire                                                   | Carla Vistarini                                      | Luigi Lopez                                                          | Riccardo Fogli                                    |
| 1978 | Ironia                                                           | Carla Vistarini                                      | Tony Cicco                                                           | Cico                                              |
| 1978 | Stryx                                                            | Carla Vistarini, Alberto Testa                       | Tony De Vita                                                         | Tony De Vita                                      |
| 1978 | Piccolo Pierrot                                                  | Carla Vistarini                                      | Filiberto Ricciardi                                                  | Il Diario                                         |
| 1978 | Un fiore                                                         | Carla Vistarini                                      | Luigi Lopez                                                          | Alice                                             |
| 1978 | Io canto per Swanee                                              | Roger Dumas, Carla Vistarini (testo italiano)        | Jean-Jacques Debout                                                  | Sylvie Vartan                                     |
| 1979 | Pace                                                             | Carla Vistarini                                      | Giovanni Ullu, Luigi Lopez                                           | Riccardo Fogli                                    |
| 1979 | Come una volta                                                   | Carla Vistarini                                      | Luigi Lopez                                                          | Riccardo Fogli                                    |
| 1980 | Buonanotte Buonanotte                                            | Carla Vistarini                                      | Fabio Massimo Cantini                                                | Mina                                              |
| 1980 | Ballo tutto                                                      | Carla Vistarini                                      | Luigi Lopez                                                          | Don Lurio                                         |
| 1980 | Amare è                                                          | Carla Vistarini                                      | Luigi Lopez                                                          | Franco Dani                                       |
| 1980 | Forte forte piano piano                                          | Carla Vistarini                                      | Tony Cicco                                                           | Cico                                              |
| 1980 | Azzurre stelle                                                   | Carla Vistarini                                      | Stefano Valente                                                      | Fiammetta                                         |
| 1980 | Pinocchio perché no?                                             | Carla Vistarini                                      | Fabio Massimo Cantini, Luigi Lopez                                   | Luigi Lopez e la Gang di Pinocchio                |
| 1981 | Cybernella                                                       | Carla Vistarini                                      | Fabio Massimo Cantini, Luigi Lopez                                   | I Vianella                                        |
| 1981 | Non sparate sulla luna                                           | Carla Vistarini                                      | Luigi Lopez                                                          | Roberta Rei                                       |
| 1981 | Rendez-vous pour une jeune fille                                 | Carla Vistarini, Giancarlo Del Re                    | Mario Migliardi                                                      | Richard Clayderman                                |
| 1981 | Io ricomincerei                                                  | Carla Vistarini                                      | Luigi Lopez                                                          | Luigi Lopez                                       |
| 1981 | Con te Bambino                                                   | Carla Vistarini                                      | Luigi Lopez                                                          | I Vianella                                        |
| 1981 | Amica Amante mia                                                 | Carla Vistarini, Mario Rubén Gonzàlez                | Mario Rubén Gonzàlez                                                 | Jairò                                             |
| 1982 | Mi piace tanto la gente                                          | Carla Vistarini                                      | Luigi Lopez, Nathan Kipner                                           | Mina                                              |
| 1982 | La voglia di sognare                                             | Carla Vistarini                                      | Luigi Lopez                                                          | Riccardo Fogli                                    |
| 1982 | Juke Box                                                         | Carla Vistarini, Depsa, Stefano Jurgens              | Pinuccio Pirazzoli                                                   | Plastic Bertrand                                  |
| 1982 | Stanno suonando la nostra canzone                                | Carole Bayer Sager, Carla Vistarini (testo italiano) | Marvin Hamlisch                                                      | Loretta Goggi e Gigi Proietti                     |
| 1982 | Se mi conoscesse                                                 | Carole Bayer Sager, Carla Vistarini (testo italiano) | Marvin Hamlisch                                                      | Gigi Proietti                                     |
| 1983 | Credo ancora nell'amore                                          | Carole Bayer Sager, Carla Vistarini (testo italiano) | Marvin Hamlisch                                                      | Loretta Goggi                                     |
| 1983 | La fantastica Mimì                                               | Carla Vistarini                                      | Fabio Massimo Cantini, Luigi Lopez                                   | Georgia Lepore                                    |
| 1983 | Ci sei                                                           | Carla Vistarini                                      | Giuseppe Faiella                                                     | Peppino di Capri                                  |
| 1983 | Notte a colori                                                   | Carla Vistarini                                      | Luigi Lopez                                                          | Minnie Minoprio                                   |
| 1983 | I colori della mia vita                                          | Michael Crawford, Carla Vistarini (testo italiano)   | Cy Coleman                                                           | Massimo Ranieri feat. Ottavia Piccolo             |
| 1983 | Fuori forse                                                      | Michael Crawford, Carla Vistarini (testo italiano)   | Cy Coleman                                                           | Massimo Ranieri                                   |
| 1984 | Fuoco Fuoco (sigla della trasmissione televisiva "Piccoli fans") | Carla Vistarini, Marcello Mancini, Roberto Ferri     | Corrado Castellari                                                   | Piccoli Fans                                      |
| 1985 | Centomila volte ancora                                           | Carla Vistarini                                      | Tony Malco                                                           | Little Tony                                       |
| 1985 | Mentre il tempo va via                                           | Carla Vistarini                                      | Tony Malco                                                           | Tony Malco                                        |
| 1986 | Com'era bello il mondo (l'uomo nello spazio)                     | Carla Vistarini, Mario Castellacci, Gigi Proietti    | Gianfranco Lombardi                                                  | Gigi Proietti                                     |
| 1986 | Io a modo mio                                                    | Carla Vistarini, Mario Castellacci, Gigi Proietti    | Gianfranco Lombardi                                                  | Gigi Proietti                                     |
| 1987 | Appassionati                                                     | Carla Vistarini                                      | Luigi Lopez                                                          | Rita Pavone                                       |
| 1987 | La voglia di sognare                                             | Carla Vistarini                                      | Luigi Lopez                                                          | Robot (Bobby Solo, Little Tony, Rosanna Fratello) |
| 1987 | Discolina                                                        | Carla Vistarini                                      | Gaetano Savio, Serena Dandini, Valeria Moretti                       | Daniela Goggi                                     |
| 1988 | Senza l'amore                                                    | Carla Vistarini                                      | Luigi Lopez                                                          | Alice                                             |
| 1988 | Via Teulada 66                                                   | Carla Vistarini                                      | Gaetano Savio                                                        | Teulada 66                                        |
| 1989 | Macchine in panne                                                | Carla Vistarini                                      | Fabio Frizzi                                                         | Giulietta Zanardi                                 |
| 1990 | La nevicata del '56                                              | Carla Vistarini, Franco Califano                     | Fabio Massimo Cantini, Luigi Lopez                                   | Mia Martini                                       |
| 1990 | La Nevada                                                        | Carla Vistarini, Franco Califano, Mijares            | Fabio Massimo Cantini, Luigi Lopez                                   | Mijares                                           |
| 1991 | Crème Caramel                                                    | Carla Vistarini, Pier Francesco Pingitore            | Piero Pintucci                                                       | Piero Pintucci                                    |
| 1994 | Cos'è da Nightmare before Christmas                              | Carla Vistarini, Danny Elfman                        | Danny Elfman                                                         | Renato Zero                                       |
| 1994 | Re del Blu, Re del Mai                                           | Carla Vistarini, Danny Elfman                        | Danny Elfman                                                         | Renato Zero                                       |
| 1994 | Povero Jack                                                      | Carla Vistarini, Danny Elfman                        | Danny Elfman                                                         | Renato Zero                                       |
| 1994 | L'ossessione di Jack                                             | Carla Vistarini, Danny Elfman                        | Danny Elfman                                                         | Renato Zero                                       |
| 1997 | S.O.S. verso il blu                                              | Carla Vistarini                                      | Luigi Lopez                                                          | Mia Martini                                       |
| 2005 | Voglio una canzone                                               | Carla Vistarini, Massimo Perini, Igor Cautero        | Fabio Massimo Cantini, Luigi Lopez, Davide Scarpulla, Emanuele Cozzi | Pap's and Scar's                                  |
| 2005 | Per darti tutto di me                                            | Carla Vistarini                                      | Pierre Bachelet                                                      | Patrizia Grillo                                   |
| 2009 | Buonanotte Buonanotte Del mio meglio n.8                         | Carla Vistarini                                      | Fabio Massimo Cantini                                                | Mina                                              |
| 2013 | La tua Africa                                                    | Carla Vistarini                                      | Tony Cicco                                                           | Tony Cicco & Formula 3                            |
| 2017 | Cartoline                                                        | Carla Vistarini                                      | Tony Cicco                                                           | Tony Cicco                                        |
| 2022 | Le ragazze del 1960                                              | Carla Vistarini                                      | Franco Micalizzi                                                     | Franco Micalizzi feat. Cristiana Polegri          |
| 2022 | L'ultima notte                                                   | Carla Vistarini                                      | Franco Micalizzi                                                     | Franco Micalizzi feat. Frankie Lovecchio          |
| 2024 | Seasons Change sample e cover di Se mi vuoi                      | Carla Vistarini, Alan Daniel Maman                   | Tony Cicco                                                           | The Alchemist                                     |

## Romanzi di Carla Vistarini
- 2013 Città Sporca, romanzo edito da IoScrittore-Gems.
- 2014 Se ho paura prendimi per mano, romanzo edito da Corbaccio.
- 2018 a gennaio pubblica il romanzo Se ricordi il mio nome, edito da Corbaccio.

## Televisione
I programmi televisivi, varietà, eventi, special, serie, telefilm, festival, prime serate, firmati da Carla Vistarini in qualità di autore, responsabile e commissario artistico sono centinaia. Dai repertori Rai, SIAE e Mediaset segue un elenco approfondito anche se non esaustivo.
| Anno    | TItolo programma                                                 | Protagonisti/Conduttori                                                                                              | Rete televisiva |
| ------- | ---------------------------------------------------------------- | --- | --------------- |
| 1973/74 | Quindici minuti con....                                          | Nicola di Bari, Giovanna, i Pooh, Wess e Dori Ghezzi, e vari                                                         | Rai             |
| 1975    | Una storia quasi vera                                            | I Vianella, Marcella, Peppino Gagliardi, e vari                                                                      | Rai             |
| 1975    | Un po' del nostro tempo migliore                                 | i Pooh | Rai             |
| 1975    | Una Ragazza                                                      | Mita Medici | Rai             |
| 1978    | Stryx                                                            | Tony Renis, Amanda Lear, Mia Martini, Grace Jones, Patty Pravo, Angelo Branduardi, Ombretta Colli, e vari            | Rai 2           |
| 1981    | Il Trenino                                                       | Regina Bianchi, Mela Cecchi, Andrea Lala                                                                             | Rai 1           |
| 1981    | Foto Finish                                                      | Bruno Lauzi, Ornella Vanoni, Luis Falco, Mario Merola, e vari                                                        | Rai 1           |
| 1982    | I Numeri Uno                                                     | Rossano Brazzi e artisti vari                                                                                        | Rai 1           |
| 1983    | Due di Tutto                                                     | Franca Valeri, Anthony Quinn, Gigi Proietti, Renzo Arbore, Diego Abatantuono, Maurizio Micheli e vari                | Rai 2           |
| 1984    | Night & Day                                                      | Dino Siani | Rai 1           |
| 1984    | Piccoli Fans                                                     | Fiammetta Flamini | Rai 2           |
| 1985    | Sotto le stelle                                                  | Eleonora Brigliadori, Kid Creole & The Coconuts, Franca Valeri, Gatti di Vicolo Miracoli, e vari                     | Rai 1           |
| 1985    | Io a modo mio                                                    | Gigi Proietti | Rai 1           |
| 1986    | I Big                                                            | Gino Paoli, Sergio Endrigo, e vari                                                                                   | Rai 1           |
| 1986    | Tomorrow (Domani)                                                | Natasha Hovey, Leonard Mann                                                                                          | Rai             |
| 1987/8  | Ieri Goggi Domani                                                | Loretta Goggi | Rai 1           |
| 1987/8  | Jeans 1                                                          | Fabio Fazio, Simonetta Zauli                                                                                         | Rai 3           |
| 1987    | Canzonissime                                                     | Loretta Goggi, Daniela Goggi                                                                                         | Rai 1           |
| 1988/9  | Jeans 2                                                          | Fabio Fazio | Rai 3           |
| 1988    | Diciott'anni-Versilia '66                                        | Margherita Buy, Alessandro Gassmann e vari                                                                           | Rai 1           |
| 1988/9  | Via Teulada 66                                                   | Loretta Goggi | Rai 1           |
| 1989    | Un Due Tre Rai - La Vela d'Oro '89                               | Loretta Goggi | Rai 1           |
| 1990    | Banane                                                           | Fabio Fazio, Paolo Handel, David Riondino, Gemelli Ruggeri, e vari                                                   | TMC             |
| 1990    | La grande festa dell'estate - St. Vincent                        | Fabrizio Frizzi | Rai 1           |
| 1990    | Un Due Tre Rai '90                                               | Raffaella Carrà, Fabrizio Frizzi e Toto Cutugno                                                                      | Rai 1           |
| 1991    | Buon Anno Ragazzi - Piccolissimo '91                             | Fabrizio Frizzi | Rai 1           |
| 1991    | Crème Caramel 1                                                  | Oreste Lionello, Leo Gullotta, Pamela Prati, Pippo Franco                                                            | Rai 1           |
| 1991    | 36° Eurofestival della Canzone                                   | Toto Cutugno, Gigliola Cinquetti                                                                                     | Rai 1           |
| 1991    | Quando calienta el sol - St. Vincent '91                         | Raffaella Carrà, Gigi Sabani                                                                                         | Rai 1           |
| 1992    | Un Due Tre Rai! La Vela d'oro '92                                | Giancarlo Magalli, Barbara de Rossi, Renato Zero                                                                     | Rai 1           |
| 1992    | 42º Festival di Sanremo                                          | Pippo Baudo, Milly Carlucci, Alba Parietti, Brigitte Nielsen                                                         | Rai 1           |
| 1992    | Crème Caramel a Sanremo                                          | Oreste Lionello, Leo Gullotta, Pamela Prati, Pippo Franco                                                            | Rai 1           |
| 1992    | Dopofestival '92                                                 | Pippo Baudo | Rai 1           |
| 1992    | Sapore di Sole                                                   | Luca Barbareschi | Rai 1           |
| 1992    | Donna sotto le stelle '92                                        | Milly Carlucci | Rai 1           |
| 1992    | Luna di Miele 1                                                  | Gabriella Carlucci, Gigi e Andrea                                                                                    | Rai 1           |
| 1992    | Crème Caramel 2                                                  | Oreste Lionello, Leo Gullotta, Pamela Prati, Pippo Franco                                                            | Rai 1           |
| 1993    | Sapore di Sole, Moda mare Capri                                  | Milly Carlucci | Rai 1           |
| 1993    | Saluti e Baci                                                    | Oreste Lionello, Leo Gullotta, Valeria Marini, Pippo Franco                                                          | Rai 1           |
| 1993    | Saluti e Baci - Fiction                                          | Oreste Lionello, Leo Gullotta, Valeria Marini, Pippo Franco                                                          | Rai 1           |
| 1993    | Luna di Miele 2                                                  | Gabriella Carlucci, Gianfranco D'Angelo                                                                              | Rai 1           |
| 1993    | Le Stelle della Moda                                             | Milly Carlucci | Rai 1           |
| 1993    | Bucce di Banana di Fine d'Anno                                   | Oreste Lionello, Leo Gullotta, Valeria Marini, Pippo Franco                                                          | Rai 1           |
| 1994    | Pavarotti & Friends '94                                          | Luciano Pavarotti, Milly Carlucci                                                                                    | Rai 1           |
| 1994    | Bucce di Banana                                                  | Oreste Lionello, Leo Gullotta, Valeria Marini, Pippo Franco                                                          | Rai 1           |
| 1994    | Banana Cinecittà                                                 | Oreste Lionello, Leo Gullotta, Valeria Marini, Pippo Franco                                                          | Rai 1           |
| 1994    | Banana Musical                                                   | Oreste Lionello, Leo Gullotta, Valeria Marini, Pippo Franco                                                          | Rai 1           |
| 1994    | Banana Motori                                                    | Oreste Lionello, Leo Gullotta, Valeria Marini, Pippo Franco                                                          | Rai 1           |
| 1994    | Beato fra le donne '94                                           | Paolo Bonolis | Rai 1           |
| 1994    | Sapore di sole '94                                               | Milly Carlucci, Paki Valente                                                                                         | Rai 1           |
| 1994    | Special Un Disco per l'Estate                                    | Claudio Cecchetto, Arianna David, Martina Colombari                                                                  | Rai 1           |
| 1995    | Pavarotti & Friends for Children of Bosnia                       | Luciano Pavarotti, Milly Carlucci                                                                                    | Rai 1           |
| 1995    | Caro Bebè                                                        | Marisa Laurito, i Trettré                                                                                            | Rai 1           |
| 1995    | Sotto il cielo di Roma - Le stelle della moda '95                | Milly Carlucci | Rai             |
| 1995    | Beato tra le donne '95                                           | Paolo Bonolis, Martufello                                                                                            | Rai 1           |
| 1995    | Champagne '95                                                    | Oreste Lionello, Leo Gullotta, Valeria Marini, Pippo Franco                                                          | Canale 5        |
| 1996    | Pavarotti & Friends for War Child '96                            | Luciano Pavarotti, Milly Carlucci                                                                                    | Rai 1           |
| 1996    | Rose Rosse                                                       | Oreste Lionello, Leo Gullotta, Valeria Marini, Pippo Franco                                                          | Canale 5        |
| 1996    | Beato tra le donne '96                                           | Paolo Bonolis | Canale 5        |
| 1996    | Sotto il cielo di Roma, Le stelle della moda '96                 | Milly Carlucci Armani, Krizia, Ferré, Dolce e Gabbana                                                                | Rai 1           |
| 1996    | BeatoVip tra le donne                                            | Paolo Bonolis | Canale 5        |
| 1997    | I tre Tenori a Modena                                            | Pavarotti, Domingo, Carreras                                                                                         | Rai 1           |
| 1997    | Beato tra le donne '97                                           | Paolo Bonolis | Canale 5        |
| 1997    | Viva l'Italia                                                    | Oreste Lionello, Leo Gullotta, Pippo Franco                                                                          | Canale 5        |
| 1997    | Viva le Italiane                                                 | Oreste Lionello, Leo Gullotta, Valeria Marini, Pippo Franco, Alba Parietti                                           | Canale 5        |
| 1997    | Tutti in una notte '97                                           | Fabrizio Frizzi, Valeria Marini                                                                                      | Rai 1           |
| 1997    | 47º Festival di Sanremo                                          | Mike Bongiorno, Piero Chiambretti, Valeria Marini                                                                    | Rai 1           |
| 1997    | DopoFestival '97                                                 | Bruno Vespa, Piero Chiambretti                                                                                       | Rai 1           |
| 1998    | Gran Caffè                                                       | Oreste Lionello, Leo Gullotta, Pippo Franco                                                                          | Canale 5        |
| 1998    | Pavarotti & Friends for Children of Liberia                      | Luciano Pavarotti, Milly Carlucci                                                                                    | Rai 1           |
| 1998    | 48º Festival di Sanremo                                          | Raimondo Vianello, Eva Herzigova, Veronica Pivetti                                                                   | Rai 1           |
| 1998    | DopoFestival '98                                                 | Piero Chiambretti, Nino D'Angelo                                                                                     | Rai 1           |
| 1998    | Premio David di Donatello '98                                    | Milly Carlucci | Rai 1           |
| 1999    | La Canzone del Secolo                                            | Pippo Baudo | Canale 5        |
| 1999    | Fenomeni                                                         | Piero Chiambretti, Aldo Busi, Giampiero Mughini                                                                      | Rai 2           |
| 2001    | Saloon                                                           | Oreste Lionello, Leo Gullotta, Pippo Franco, Milena Miconi                                                           | Canale 5        |
| 2002    | Marameo                                                          | Oreste Lionello, Leo Gullotta, Pippo Franco                                                                          | Canale 5        |
| 2002    | Sì Sì è proprio lui                                              | Luisa Corna, Antonio Giuliani                                                                                        | Rai 1           |
| 2003    | Mi consenta                                                      | Oreste Lionello, Leo Gullotta, Pippo Franco                                                                          | Canale 5        |
| 2004    | Barbecue                                                         | Oreste Lionello, Leo Gullotta, Pippo Franco                                                                          | Canale 5        |
| 2005    | Telefaidaté                                                      | Oreste Lionello, Leo Gullotta, Pippo Franco                                                                          | Canale 5        |
| 2006    | Torte in faccia                                                  | Oreste Lionello, Leo Gullotta, Pippo Franco                                                                          | Canale 5        |
| 2007    | E io Pago!                                                       | Oreste Lionello, Leo Gullotta, Pippo Franco                                                                          | Canale 5        |
| 2008    | Gabbia di Matti                                                  | Oreste Lionello, Leo Gullotta, Pippo Franco, Hoara Borselli                                                          | Canale 5        |
| 2019    | Premio Rascel                                                    | Cesare Rascel, Giuditta Saltarini, Gigi Proietti, Renzo Arbore, Giancarlo Magalli, Serena Autieri, Gina Lollobrigida | Rai 1           |
| 2020    | Storie della TV - Speciale Raimondo Vianello                     | Aldo Grasso, Vito Molinari, Carla Vistarini                                                                          | Rai Cultura     |
| 2020    | Fammi sentire bella - Speciale Mia Martini                       | Sonia Bergamasco, Loredana Bertè, Caterina Caselli, Dori Ghezzi, Carla Vistarini                                     | Rai 3           |
| 2021    | Frontiere - Speciale Sanremo - "Prima donna direttore artistico" | Franco di Mare, guest: Carla Vistarini                                                                               | Rai 3           |
| 2024    | Storie della TV- Enzo Trapani, la rivoluzione del varietà        | Carla Vistarini, Carlo Verdone, Aldo Grasso, Bruno Gambarotta                                                        | RaiPlay         |
| 2024    | 30X70 Se dico donna...                                           | Carla Vistarini | RaiPlay         |

## Premi e riconoscimenti
- David di Donatello per la migliore sceneggiatura - Per il film Nemici d'infanzia
- Premio I.D.I. Istituto del Dramma Italiano - Per la commedia Ugo
- Premio Fair Play for Life - Coni 2024 - settore Spettacolo